# جان جيرودو
جان جيرودو (بالفرنسية: Jean Giraudoux)  (29 أكتوبر 1882 - 31 يناير 1944)، روائي وكاتب مقالات ودبلوماسي وكاتب مسرحي فرنسي. يعتبر من أهم فناني الدراما الفرنسيين في الفترة ما بين الحرب العالمية الأولى والثانية.
تشتهر أعماله بأناقتها الأسلوبية وخيالها الشعري. الفكرة السائدة في جيرودو هي العلاقة بين الرجل والمرأة - أو في بعض الحالات، بين الرجل وبعض المثل الأعلى الذي لا يمكن بلوغه.

## حياته
ولد جيرودو في بيلاك في فيين العليا حيث كان والده (ليجر جيرودوكس) يعمل في وزارة النقل. درس جيرودو في مدرسة ليسيه لاكانال [الإنجليزية] في سو، بعد التخرج سافر في جولة أوروبية طويلة. بعد عودته إلى فرنسا عام 1910 قبل منصبًا في وزارة الخارجية. تميز في أداءه لعمله خلال الحرب العالمية الأولى وكان أول كاتب يحصل على وسام جوقة الشرف خلال فترة الحرب عام 1915.
تزوج في عام 1918، معظم كتاباته تمت خلال سنوات ما بين الحربين. كانت رواياته ولا سيما (Siegfried et le Limousin) و (Eglantine) أولى أعماله الأدبية التي حققت النجاح. تأثرت كتاباته بشراكته الطويلة مع الممثل والمخرج المسرحي لويس جوفيت [الإنجليزية] والتي بدأت عام 1928 عندما ظهر لويس على المسرح وجسد أحد أعمال جيرودو. لكن ما جعله مشهورًا في العالم الناطق بالإنجليزية هي الأعمال الحائزة على جوائز والمقتبسة من مسرحياته مثل مسرحية (تايجر آت ذا جيتس) لكريستوفر فراي ومسرحيات (جنون تشايلو، أوندين، المسحور، ذا. أبولو بيلاك) لموريس فالينسي.
عمل جيرودو إلى جانب فلورنس ماير بلومنثال لمنح جائزة بريكس بلومنتال [الإنجليزية] وهي منحة تقدم للرسامين والنحاتين ومصممي الديكور والنقاشين والكتاب والموسيقيين بين عامي 1919 و 1954. أما في السياسة  فكان جيرودو عضوًا في الحزب الراديكالي، وخدم في حكومة إدوار هيريوت [الإنجليزية] عام 1932، وعينه إدوار دلادييه وزيراً للإعلام عام 1939.

## روابط خارجية
- جان جيرودو على موقع IMDb (الإنجليزية)
- جان جيرودو على موقع الموسوعة البريطانية (الإنجليزية)
- جان جيرودو على موقع مونزينجر (الألمانية)
- جان جيرودو على موقع ألو سيني (الفرنسية)
- جان جيرودو على موقع ميوزك برينز (الإنجليزية)
- جان جيرودو على موقع أول موفي (الإنجليزية)
- جان جيرودو على موقع قاعدة بيانات برودواي على الإنترنت (الإنجليزية)
- جان جيرودو على موقع قاعدة بيانات الأفلام السويدية (السويدية)
- جان جيرودو على موقع إن إن دي بي (الإنجليزية)
- جان جيرودو على موقع ديسكوغز (الإنجليزية)
- جان جيرودو على موقع أوليمبيديا (الإنجليزية)